# Евритірея золотиста
Евритірея золотиста (Eurythyrea aurata) — вид комах з родини Buprestidae. Один з трьох видів роду в Україні.

## Поширення
Східносередземноморский вид, що зустрічається в Східній Європі та Туркменістані. В Україні трапляється дуже рідко.

## Морфологічні ознаки
Жуки розміром 14–24 мм, яскраво-зелені з червоною каймою по боках (у звичайному випадку).

## Особливості біології
Розвиток триває один рік. Личинки належать до групи ксилофагів. Вони роблять глибокі ходи у мертвій деревині тополі та верби; заляльковуються неглибоко під її поверхнею. Імаго зустрічаються на стовбурах цих дерев.

## Загрози та охорона
Загрози невідомі. Заходи охорони не здійснювалися.